# Millen (Belgique)
Pour les articles homonymes, voir Millen.
Millen est une section de la commune belge de Riemst située en Région flamande dans la province de Limbourg. C'était une commune à part entière avant la fusion des communes de 1977.

## Toponymie
Milina (1146), Melin (1181), Milne (1196), Millen (1202)

## Démographie

### Évolution démographique
- Sources : INS, Rem. : 1831 jusqu'en 1970 = recensements, 1976 = nombre d'habitants au 31 décembre[2].